# 乗峯栄一
乗峯 栄一（のりみね えいいち、1955年1月3日 - 2024年9月25日）は、日本の小説家、競馬評論家。
岡山県真庭市出身。早稲田大学第一文学部卒業。

## 略歴
1992年よりスポーツニッポン関西版にて競馬予想コラム「乗峯栄一の賭け」を連載開始。同連載は15年以上にわたる長期連載となっている。それ以外にも「乗峯栄一のトレセン探訪」（毎日jp）、「乗峯栄一の理想と妄想」（競馬ブック）など、競馬関連の媒体で複数の連載を抱える。
作家としては、1992年に小説新潮新人賞で佳作を受賞する。1998年には「天神斎一門の反撃」（単行本化の際に「なにわ忠臣蔵伝説」と改題）で朝日新人文学賞を受賞するが、作家としては寡作で、著書も競馬に関するものが多い。
2024年9月25日、病気のため死去した。69歳没。